# Стронін Олександр Іванович

Олександр Стронін

Олександр Іванович Стронін (*1826 — †1889) — історик, педагог і громадський діяч, родом з української частини Курщини.
Закінчив Київський університет (1848) і був викладачем гімназії у Кам'янці-Подільському, Новгороді-Сіверському і Полтаві (до 1862), де був учителем М. Драгоманова, на якого справив великий ідейний вплив; член Полтавської Громади й організатор недільних шкіл у Полтаві. 1862 заарештований за «распространение малороссийской пропаганды» і після ув'язнення в Петропавловській фортеці засланий 1863 до Архангельської губернії. З 1869 — на держ. службі в Петербурзі, потім голова з'їзду мирових суддів Люблінської губернії, юрисконсульт Міністерства шляхів сполучення в Петербурзі. Історико-соціологічні праці Олександра Строніна: «История и народ» (1869), «Политика как наука» (1872), «История общественности» (1885), Спогади Строніна за 1826 — 1862 роки і його щоденник за 1848—1888 роки не опубліковані.

## Політичні ідеї
Вважаючи, що предметом політики як науки (політичної соціології) є „життя діяльне”, яке має „відтінок і споглядальний, і естетичний”, він поділив її на три політики: 
1. політика теоретичної діяльності
2. політика естетичної діяльності
3. політика практичної діяльності

### Політична структура суспільства
Політичну структуру суспільства зображав у вигляді „піраміди-конуса”, що означає поділ на три „класи”, кожен з яких утворює свій специфічний трикутник: 
- демократія (більшість) — хлібороби, ремісники, торгівці.
- тимократія (середній клас) — орендарі, мануфактуристи, банкіри;
- аристократія (меншість) — це законодавці, судді, адміністратори;

#### Інтелігенція
У цій структурі, однак, особливе місце посідає інтелігенція, яка пронизує конус згори до низу. Будучи класом активним та ініціативним, вона є, в основному, політичним класом. В загальному соціальному механізмі вона виконує роль двигуна. Стронін вважав її громадською силою, що здатна свідомо вести суспільство до прогресу, управляти поворотами його суперечливого і складного руху. 
Стронін поділяв інтелігенцію за професіями на:
- мислителів
- художників
- політиків

За громадськими функціями на:
- новаторів
- пропагандистів
- агітаторів

### Влада та управління
Стронін був переконаний, що інтелігенція спроможна напряму вливати на уряд. З огляду на це, він вважав, що можна правильно, науково здійснювати управління державою. Політичний діяч, який розуміє закони природного розвитку суспільства, має полегшувати послідовність цього розвитку, впорядковувати затримки і перешкоди у здійсненні вимог суспільства.
|  | Влада є поєднанням сили, багатства і знання, а будь-яке поєднання сили, багатства і знання є влада. Влада починається від знання |